# ディエゴ・マーティン行政区
ディエゴ・マーティン行政区（ディエゴ・マーティンぎょうせいく、英語: Borough of Diego Martin）は、トリニダード・トバゴ北西部の行政区。2011年の人口は10万2957人。中心都市はプチバレー。
ディエゴ・マーティン地域自治体（英: Diego Martin Regional Corporation）として設立された。2023年6月9日、行政区の地位が与えられディエゴ・マーティン行政区となった。

## 人口
- 2000年5月15日：10万5720人
- 2011年1月9日：10万2957人

## 隣接行政区画
- 北：カリブ海
- 東： サン・フアン＝ラヴェンティル地域自治体
- 南東： ポート・オブ・スペイン市
- 南：パリア湾（英語版）
- 西：ボカス・デル・ドラゴン海峡（英語版）

## 行政区画
- ウェストムアイングス（英語版）
- カレネージ（英語版）
- ディエゴ・マーティン（英語版）
- プチバレー（英語版）：中心都市
- マラバル（英語版）